# Đặng Nam Điền
Đặng Nam Điền (sinh 1956) là một sĩ quan cấp cao trong Quân đội nhân dân Việt Nam, hàm Trung tướng, Phó Giáo sư, Tiến sĩ, nguyên Chính ủy Học viện Hậu cần.. Hiện là Phó Chủ tịch thường trực Hội nạn nhân chất độc da cam/dioxin Việt Nam

## Thân thế và sự nghiệp
Năm 2007, bổ nhiệm giữ chức Phó Chính ủy Bộ Tư lệnh Bảo vệ Lăng Chủ tịch Hồ Chí Minh
Năm 2010, bổ nhiệm giữ chức Chính ủy Bộ Tư lệnh Bảo vệ Lăng Chủ tịch Hồ Chí Minh
Năm 2013, bổ nhiệm giữ chức Phó chính ủy Học viện Hậu cần, Đảng ủy Viên Học viện
Năm 2014, bổ nhiệm giữ chức Chính ủy Học viện Hậu cần, Bí thư Đảng ủy Học viện.
Năm 2016, ông nghỉ hưu.
Năm 2018, tại Đại hội toàn quốc Hội nạn nhân chất độc da cam/dioxin Việt Nam, ông được bầu làm Phó Chủ tịch thường trực
Thiếu tướng (2.2010), Trung tướng (12.2014)